# Manoel Dias
Manoel Días (Criciúma, 13 de agosto de 1938) es un abogado y político brasileño. Fue ministro de Trabajo y Empleo de Brasil entre 2013 y 2015.

## Biografía
Hijo de Anselmo Fortunato Días y de Cândida Borges Días, inició la vida pública en la década de 1960, como líder estudiantil. Electo concejal de Içara en 1962 por el Partido Laboral Brasileño (PTB), tuvo el mandato cassado después del Golpe Militar de 1964. Fue mantenido preso por once meses.
En 1965 participó de la fundación del Movimiento Democrático Brasileño (MDB) en Santa Catarina. Fue diputado a la Asamblea Legislativa de Santa Catarina en la 6.ª legislatura (1967-1971).
Con el decreto del Ato Institucional Número Cinco (AI-5), en 1969, volvió a ser detenido y sus derechos políticos fueron suspendidos durante 10 años. En este período se formó en Derecho por la Universidad Federal de Santa Catarina, y pasó a desempeñar la carrera de abogado en Criciúma. Después de la amnistía, de 1979, se trasladó a Florianópolis, a fin de volver a crear el PTB.
Como la sigla acabó siendo registrada por el grupo político de Ivete Vargas, fundó en el inicio de la década de 1980 el Partido Democrático Laborista (Brasil), junto con Leonel Brizola y otros líderes. Fue candidato a diputado provincial en 1982, a gobernador en 2006 y a vicegobernador en 2010, sin haber tenido éxito.
Es el secretario general del PDT, presidente provincial del Partido Democrático Laborista (Brasil) de Santa Catarina y presidente de la Fundación Leonel Brizola y Alberto Pasqualini. En la década de 1990 participó en el gobierno de Leonel Brizola en Río de Janeiro, siendo director del Banco del Estado de Río de Janeiro (Banerj).

## Ministerio del Trabajo y Empleo
En 15 de marzo de 2013 asumió el puesto de ministro del Trabajo y Empleo.
En 31 de diciembre de 2014 su permanencia en el mando del ministerio fue confirmada para el Segundo Gobierno Dilma Rousseff.